# Yayla Gönen
Yayla Gönen (* 1. März 1997 als Yayla Kılıç) ist eine türkische Langstreckenläuferin, die auch im Hindernislauf an den Start geht.

## Sportliche Laufbahn
Erste internationale Erfahrungen sammelte Yayla Gönen im Jahr 2016, als sie bei den U23-Mittelmeermeisterschaften in Tunis im Hindernislauf in 10:38,60 min den vierten Platz belegte. Anschließend nahm sie über diese Distanz an den U20-Weltmeisterschaften in Bydgoszcz teil, erreichte mit 10:46,28 min aber nicht das Finale, wie auch nicht bei den U23-Europameisterschaften ebendort im Jahr darauf mit 10:39,75 min. 2019 belegte sie bei den U23-Europameisterschaften in Gävle in 15:52,88 min den siebten Platz im 5000-Meter-Lauf und wurde über 10.000 Meter in 33:41,14 min Vierte und anschließend gewann sie bei den Balkan-Meisterschaften in Prawez in 16:46,39 min die Silbermedaille hinter der Serbin Teodora Simović. Im Jahr darauf gelangte sie bei den Balkan-Hallenmeisterschaften in Istanbul mit 9:21,09 min auf Rang vier über 3000 Meter und bei den Crosslauf-Europameisterschaften 2021 in Dublin wurde sie nach 29:04 min 32. 2022 gewann sie bei den Balkan-Meisterschaften in Craiova in 15:55,24 min die Silbermedaille über 5000 Meter hinter der Albanerin Luiza Gega und anschließend belegte sie bei den Islamic Solidarity Games in Konya in 17:10,5 min den siebten Platz über 5000 Meter und wurde in 35:23,93 min Sechste über 10.000 Meter.
2023 gewann sie bei den World University Games in Chengdu in 34:05,03 min die Silbermedaille über 10.000 Meter hinter der Chinesin Xia Yuyu und auch im Halbmarathon sicherte sie sich nach 1:13:31 h die Silbermedaille hinter der Japanerin Hikaru Kitagawa. Zudem sicherte sie sich in der Teamwertung die Goldmedaille. Kurz darauf kam sie bei den Weltmeisterschaften in Budapest im Marathonlauf nicht ins Ziel.
In den Jahren 2019 und 2021 wurde Günen türkische Meisterin im 10.000-Meter-Lauf im Freien sowie 2020 Hallenmeisterin über 3000 Meter. Zudem wurde sie 2023 Landesmeisterin im Halbmarathon.

## Persönliche Bestzeiten
- 3000 Meter: 9:19,02 min, 15. September 2021 in Izmir
  - 3000 Meter (Halle): 9:18,34 min, 2. Februar 2020 in Istanbul
- 5000 Meter: 15:52,88 min, 14. Juli 2019 in Gävle
- 10.000 Meter: 32:43,29 min, 3. Juni 2023 in Pacé
- Halbmarathon: 1:10:27 h, 20. Februar 2022 in Trabzon
- Marathon: 2:29:10 h, 19. Februar 2023 in Sevilla
- 3000 m Hindernis: 10:28,64 min, 7. Juli 2018 in Bursa